# P/2019 B2 (Groeller)
P/2019 A4 (PANSTARRS) — короткоперіодична комета із сім'ї Юпітера. Відкрита 26 січня 2019 року; була 18.0m на час відкриття. Абсолютна величина комети разом з комою становить 15.4m.